# 영화
영화(映畵)는 순간을 기록한 장면을 연속적으로 촬영하여 기록한 동영상을, 같이 기록한 음성과 함께 편집하여 어떤 내용을 전달하게끔 꾸며서 만든 영상물이다. 활동사진(活動寫眞, motion picture)이라고도 한다.
종래에는 광학적인 방법의 필름으로 촬영한 다음 편집 제작 과정을 거쳐 영사기를 통해 여러 사람이 보도록 영화관에서 상영하였다. 최근에는 텔레비전과 멀티미디어 컴퓨터의 발달로 많은 영화가 제작부터 감상에 이르기까지 디지털 방식을 많이 이용한다. 인디 영화라 부르는 독립 영화 역시 발전하고 있다. 더욱이, '독립 영화'란 이윤을 목적으로 삼는 상업 영화와 달리 창작자의 의도를 우선시하며 자본과 배급망에서 '독립'하여 그렇게 부른다.

## 역사
최초의 영화는 흔히 《중국인 세탁소에서 생긴 일》 또는 《열차의 도착》을 꼽지만 이는 사실이 아니다. 뤼미에르 형제의 <공장 노동자들의 퇴근>을 포함한 10편이 1895년 12월 28일 프랑스 파리의 그랑카페에서 최초로 상영했던 영화다. 대한민국 최초 영화는 김도산 감독의《의리적 구투》(1919)이다. 1895년 12월 28일 파리의 그랑 카페에서 프랑스의 뤼미에르 형제가 시네마토그래프(Cinematographe)를 공개하였다. 이듬해 3월 22일 렌가(街)에 있는 국민공업장려회에서 《뤼미에르 공장의 점심시간》이라는 제목의 필름을 시사(試寫)했고 정부로부터 특허를 얻었다. 이것을 영화의 탄생으로 보는 것이 오늘날 통설이다.
하지만 초기의 영화는 단지 신기한 볼거리에 지나지 않았으나, 조르주 멜리에스는 영화를 이야기 전달 도구로 이용하는데 큰 공헌을 했다. 다양한 장르와 연출기법을 만들어 나갔으며, 이것은 많은 사람들에게 영화가 예술의 한 장르로서 역할을 맡는다는 사실을 알려주었다. 이후 데이비드 그리피스와 찰리 채플린으로 대변되는 무성 영화의 전성기가 도래하였고, 1927년에는 최초의 유성 영화(토키:talkie) 《재즈 싱어》를 워너 브라더스가 뉴욕에서 공개했다. 이후 미국에서 할리우드 스튜디오 시스템의 발전으로 많은 영화를 제작, 상영하였고 할리우드의 황금기를 누리게 된다. 유럽에서는 예술로서 영화를 탐구하는 눈을 뜨기 시작하였고, 이는 네오 리얼리즘, 누벨 바그, 뉴저먼 시네마 등으로 부르는 예술로서 영화에 대한 감독들의 다양한 활동들을 이루어 왔다.
하지만 1950년대 TV가 상용화되면서 영화의 영향력은 한번 주춤하게 된다. 위기 상황을 극복하려고 헐리우드는 여러 가지 기술들을 적용하기 시작했다. 차별화는 3D와 스케일을 강조한 스크린 사이즈의 확대(시네마스코프, 비스타비젼 등)였다. 아직 적청 방식의 3D는 사람들이 받아들이기 편할만큼 발전되지는 않은 상태였고 폭스의 시네마스코프 영화들이 흥행에 성공하면서 다양한 와이드스크린 포맷이 등장하기 시작한다. 그렇게 영화시장은 다시 호황기를 시작하고, 20세기말에 이르러 기존의 할리우드 스튜디오들은 거대 미디어그룹으로 성장한다. 70년대에는 이러한 자금력을 바탕으로 하는 블록버스터의 시대가 도래하였다.

## 영화 산업
20세기 후반에 들어서면서 영화 산업은 단순한 예술의 한 장르가 아닌, 거대한 엔터테인먼트 산업으로 변화하였다. 2010년 기준으로 전 세계의 극장매출은 300억달러를 돌파하며 현재 2017년에는 그보다 한참 높아진 시장크기를 지니게 되었다. 이르며 VHS/DVD 매출은 2003년 기준으로 532억 달러로 극장 매출의 2.5배에 이르고 있으며 해마다 10% 정도의 성장을 보이는 거대 시장이 되었다. 점차 영화시장은 영화에만 국한되지 않고 하나의 프랜차이즈 산업으로 자리잡아 게임, 책, 피규어, 그래픽 노블 등등 다양한 매체로 퍼져나가며 특히 게임과 소설들은 영화화를 노린듯한 형태로 일원화되고 있는 추세이다.
영화의 흥행성적은 《타이타닉》의 압도적인 매출에 국한되어 있었지만 《아바타》로 제임스 카메론이 스스로의 기록을 갱신하고부터 헐리우드의 흥행성적 경쟁에 불이붙어 현재는 전세계 흥행성적이 10억불이 넘어가는 영화가 30개 정도를 돌파하며 상위권의 《반지의 제왕》이나 《죠스》같은 영화들을 전부 갈아엎고 《스타워즈 에피소드7:깨어난 포스》나 《어벤져스》같은 신세대 헐리우드 블록버스터들이 차지하고 있는 상태이다. 북미는 영화시장의 1위 자리를 굳건히 지키고있으며 과거 영광을 거쳤던 발리우드는 점차 침체기가 지나 현재는 가끔 나오는 작품들을 제외하면 미미한 영향력을 보여준다. 중국의 영화시장이 2위로 엄청난 상승세를 그리며 《몬스터 헌트(착요기)》와 《미인어》등의 자국 영화의 흥행과 《퍼시픽 림》이나 《워크래프트》같은 해외에서 흥행성적이 애매했던 헐리우드 영화들을 먹여살리면서 새로운 공략국으로 자리잡았다. 현재 헐리우드 영화들은 중국시장을 목표로 둔것이 너무 적나라하게 보이는 영화들이 다수 등장하고 있다. 거기에 한국은 영화시장의 3위를 차지하며 대부분의 영화가 한국에서 흥행하고 좋은 평을 받는다면 해외에서 성공한다는 공식이 생겼다고 말이 나오는 만큼 헐리우드의 블록버스터들이 한국에서 선개봉하는 경우가 많아지고있다. 그리고 《인터스텔라》의 한국 흥행성공부터는 한국 관객들의 영화 수준이 상대적으로 높게 평가되면서 한국을 목표로 한 마케팅이나 내한사례들도 점차 늘어나고 있는 추세이다.
하지만 이런 영화 산업의 상승세에도 불구하고 현재 영화 산업의 미래를 완벽히 장담하기는 힘든데 이유는 과거의 영화들에 비해 영화들이 시리즈화되어가거나 리부트, 리메이크 되면서 고전 작품들을 새롭게 재구성하거나 속편을 제작하거나 프리퀄을 제작하는 경우들이 심각하게 늘어나면서 일원화된 영화 산업의 형태에 대한 부작용이 생겨나고있다.

## 예술적 의의
영화는 영화 작가가 체험한 실재를 시각과 청각 이미지의 창작적 구성을 통해 재현하는 예술 행위이다. 즉, 카메라 필름·조명·사운드 등 근대 과학 기술의 급진적 발달이 가져다 준 기계공학적 표현 도구를 이용하여, 영화작가가 그의 메시지를 대중에게 진술하는 종합적 예술 장르인 것이다. 그러나 영화에서의 종합 예술이란 의미는 연극·문학·음악·무용·조각이나 미술의 제반 요소가 전체 영화를 이룩하는 데 필요불가결한 부분적 역할을 수행한다는 것 이외에, 영화는 여타의 구예술에서 독립된 새로운 제7예술이라는 것을 말한다.
영화 예술의 특징은 움직임이다. 즉 카메라 앞에 놓여 있는 피사체들의 동작, 카메라 자체의 기동력, 렌즈와 셔터의 시간적 조절에서 유기되는 동작, 그리고 개개의 분리되어 채록된 이미지들의 조립을 통해 생기는 영화적 동작이 주가 된다. 그래서, 영화를 음악과 가장 유사한 예술 또는 시적 동작의 표상이라고 한다. 여기서 동작은 영화작가가 표현하고자 하는 '이데아'를 전개시킬 수 있도록, 그의 생각을 조직·구성하고 전달할 수 있는 표현의 동력이다. 이것은 '몽타주'라는 기초적이며 본질적인 영화의 창작 방법에 의해 조성된다. 몽타주 이론의 창안자인 러시아 감독 예이젠시테인이나 푸돕킨은 영화를 시작에 비유함으로써 영화의 표현수단, 즉 배우·의상·장치·색채·앵글·조명·쇼트·렌즈·구도·상징·카메라 동작과 일체의 청각적 요소를 선택하고, 이들을 작가의 획책된 의도에 따라 제한된 시간적 연속성 내에서 조립한다는 영화의 기초론을 제시, 오늘날에 이르러서도 이것은 정석이다. 환언하면 영화의 청사진격인 시나리오에 기술된 문자 매체인 단어·구·절과 문장을 영화의 표현 매체에 의해 소상 이미지로 대치시키고 다시 이들을 운율적 구성법에 의해 조립할 때 개체의 이미지들이 전체적인 톤 안에서 생명력을 낳게 된다는 것이다. 이 창작의 과정은 순전히 작가의 주관적 경험과 개성적 스타일에 의해 감정과 판단력의 조화를 통해 구현되는 감독의 예술이라는 특징을 지닌다.
영화는 실제의 삶과 달리 시간과 공간을 자유자재로 도약한다. 각기 다른 시간과 공간 속에서 일어나는 사건을 거리감 없이 시간적 통일 내에서 하나의 전체로 인식케하는 신비적 묘기를 지닌다. 이러한 영화의 비기는 커팅·프레이밍·트랜지션·카메라이동, 그리고 리듬과 템포 등 기초적 영화 미학의 수단에 의해 수행되고 있다. 영화적 시간은 동작의 영화적 재현을 위해 선택된 각기 분리된 쇼트들의 수와 그 지속시간에 의해 지배되며, 관객의 지각력을 통한 심리적 흐름의 통일에 의해 결정된다. 영화의 공간성도 몽타주 수법에 의해 조성된다.
영화의 가장 큰 제약은 막대한 제작 자금과 영화 미디어의 강력한 대중동원의 사회적 기능이다. 이것은 영화 작가의 창작의 자유를 저해하는 두 가지 기본 요소이기도 하다.
영화 작가는 시인이나 화가와는 달리, 영화를 제작하는 데 숱한 인원과 장비를 동원해야 하며, 또 완성된 영화는 흥행을 통해 최소한 제작비를 다시 회수해야 한다는 절대적인 제약을 받는다. 이것은 영화가 예술과 대중 오락의 양면적 성격을 동시에 지녀야 한다는 것을 의미하며, 숙명적 난점이기도 한 것이다.
영화에 대한 일반론은 현재에 이르기까지 몽타주론을 제외하고는 이렇다 할 통일된 정론이 없다. 이 점은 영화가 아직도 미개척의 예술 분야이며, 활자 문명 시대의 바통을 이어 영상문명시대로 접어들고 있는 오늘날 대표적인 새로운 예술의 장르로서 영화의 가치와 의미가 탐구될 수 있다는 가능성을 의미한다.

## 기술적 관점
긴 필름에 움직이는 피사체의 일정 시간마다의 상을 순서대로 촬영하여 이것을 스크린 위에 영사하면 육안의 잔상작용(殘像作用)에 의하여 잇따라 영사되는 상이 겹쳐서 느껴지며, 피사체의 운동이 연속적 동작으로 관찰된다. 이것이 영화이다. 따라서 영화의 촬영이나 영사할 때에 필름을 어느 시간 간격을 두고 1화면(畵面)씩 보내어 노출 시간만을 정지(靜止)시켜 놓지 않으면 안 된다. 그 때문에 일정 시간마다 간헐적으로 필름을 보내는 간헐운동기구(間歇運動機構)가 필요하다.
이 기구는 촬영기나 영사기의 심장부이며 대표적인 방식으로서 긁어내리기 간헐기구·몰티즈 크로스 간헐기구·삼각(三角)캠 간헐기구 등이 있다. 이들 간헐운동기구는 부채꽃 회전셔터와 동기적(同期的)으로 사용되어 필름이 움직이는 순간에는 셔터가 닫혀 있으므로 촬영 또는 영사할 때에 상이 흘러 나아가지 않는 부채꼴 셔터의 개구각(開口角)는 노출시간을 결정할 때 중요하다.

### 해상도
가정에서 누릴 수 있는 영화의 비디오 포맷인 블루레이는 1920x1080 해상도로 제공하며 DVD는 720x480을, VHS의 경우 330x480의 해상도를 제공한다. 현재 영화가 제공하는 최대 해상도는 2485x2970 또는 1420x3390이며 앞으로 출시될 디지털 비디오 포맷인 UHD는 7680x4320의 큰 해상도를 제공할 것이다.
카메라 촬영에 따라 더 정확하게 설명하면 다음과 같다:
- 아카데미 사운드 (1955년 이전의 영화): 15mm x 21mm (1.375) = 2200 x 3000
- 아카데미 사운드 샷 USA 와이드스크린: 11mm x 21mm (1.85) = 1600 x 3000
- 현재의 아나모픽 파나비전(Anamorphic Panavision, 'Scope'): 17.5mm x 21mm (2.39) = 2500 x 3000
- 시네마스코프 (자기 트랙): 17.9mm x 22.8mm (2.55) = 2560 x 3200
- Super-35 (Anamorphic prints): 10mm x 24mm (2.39) = 1400 x 3400
- Super-35 (Flat prints): 13mm x 24mm (1.85) = 1800 x 3400
- 비스타비전(VistaVision): 19mm x 35mm (1.85) = 2700 x 5000
- Technirama: 23mm x 35mm (2.30) = 3250 x 5000
- 시네마스코프55: 34.5mm x 44mm (2.55) = 4900 x 6200
- SuperPanavision/UltraPanavision: 22mm x 48.5mm (2.20/2.75) = 3100 x 6800
- 아이맥스: 48.6mm x 69.6mm (1.43) = 6900 x 9800
- CINERAMA: 27.6mm x 71.6mm (2.59) = 3900 x 10100

## 분류
영화는 내용과 형식, 성향, 기술 양식 등에 따라 다음과 같이 구분된다. 여러 분류에 동시에 속하는 영화도 있다.
형식
- 극 영화
- 기록 영화
- 다큐멘터리

기술 양식
- 발성 영화
- 무성 영화
- 애니메이션

성향
- 실험 영화
- 컬트 영화

내용 (또는 장르)
- 공상 과학 영화
- 코미디 영화
- 판타지 영화
- 로맨스 영화
- 갱스터 영화
- 공포 영화
- 재난 영화
- 종교 영화
- 범죄 영화
- 액션 영화
- 활극 영화
- 서부 영화
- 역사 영화
- 전쟁 영화
- 괴기 영화
- 탐험 영화
- 뮤지컬

## 영화 관련자
영화는 여러 사람들의 협동으로 만들어진다. 경우에 따라서는 한 사람이 여러 역할을 담당하거나 여러 사람이 한 역할을 담당하기도 한다.
- 영화 제작자
- 영화 감독
- 촬영 감독
- 조명 감독
- 시나리오 작가
- 영화 배우
- 영화 음악
- 시각 효과 담당자
- 음향 효과 담당자
- 소품 담당자

## 상영 방식
기본적으로 영화의 화면비율은 정해지지 않은 상태에서 시작했지만 무성영화 시절부터 35mm필름의 비율인 1.33:1(4:3)비율로 영화가 상영되었고 1953년부터는 시네마스코프의 형태에 완전히 맞춘 20세기 폭스가 개발한 2.39:1비율로 대부분 상영되었고 파라마운트에 의해 1.66:1(5:3)비율이 잠깐 사용되다가 다시 파라마운트에 의해 1.85:1비율이 현재까지도 가장 보편적인 비율로 자리잡게 되었다.
- 2D: 가장 보편적인 영화 상영 방식으로 평면적인 화면을 보여주는 방식
- 3D: 화면은 평면에서 상영되고 있지만 특수기술을 통해 마치 입체적인 형체로 보이게 만드는 상영 방식 (예: 《아바타》)
  - 스테레오식3D: 특수 프로젝터를 통해 두개의 화상을 융합해 입체감을 내는 방식
  - 시네라마식3D: 시야각도에 따른 화상의 착시현상을 이용한 상영 방식
    - 디지털3D: 한국에서만 사용하는 방식으로 일반 프로젝터에 MI-2000을 끼워 상영하는 방식
    - 리얼디3D: Z스크린을 통해 편광현상으로 입체감을 강조하는 방식
- ATMOS: 128개의 오디오 트랙과 64개의 스피커 입력을 이용하는 입체 음향 방식, 돌비 애트모스의 준말
- HFR(High Frame Rate): 기본 초당 24초당 프레임수를 두배로 늘려 기존의 영상보다 2배 더 빠른 프레임 전환으로 자연스러움을 더하는 방식 (예: 《호빗:스마우그의 폐허》)
- IMAX: 아이맥스(IMAX)는 사람의 눈이 미칠 수 있는 최대의 시각 폭을 뜻하는 `아이 맥시멈(eye maximum)'의 약자로 아이맥스 전용 필름 포맷을 사용한 영화들을 지칭하며 타 스크린에 비해 가장 크고 사람 눈의 시야각도에 맞는 형태로 굴곡져있는 스크린을 지닌 방식, 가장 가격대가 비싸다. (예: 《인터스텔라》)
- 4D(4DX): 일반적인 3D기술에 결합하여 생동감을 더하기 위해 의자의 움직임, 물 분사, 바람, 안개, 비눗방울, 레이저, 조명, 향기 등과 같은 특수효과가 동반되는 상영 방식 (예: 《그래비티》)

## 같이 보기
- 180도 규칙 (기술)
- 영화제 목록
- 영화의 역사
- 영화의 형식
- 영화 이론
- 필름메이킹
  - 프리프로덕션
  - 시네마토그래피
  - 오디오그래피(영어판)
  - 포스트프로덕션
- 디지털 시네마토그래피
- 프리비주얼라이제이션(영어판)
- 무비카메라
- 디지털 무비카메라(영어판)
- 신
- 시퀀스
- 클래퍼보드
- AV 싱크(영어판)(AV-sync)
- 저예산 영화
- 무예산 영화
- 스테디캠
- DOF 어댑터
- 엑스플로이테이션 필름
  - 섹스플로이테이션 필름

## 참조 서적
- 잭 C 앨리스, 변재란 옮김. 《세계 영화사 (A History of Film)》. ISBN 89-313-0102-2.